# Foveadens
Foveadens is een monotypisch geslacht van tweekleppigen uit de  familie van de Pandoridae.

## Soort
- Foveadens panamensis (Dall, 1915)